# Jetikölyök
A Jetikölyök (eredeti cím: Abominable) 2019-es  amerikai–kínai 3D-s számítógépes animációs film, amelyet Jill Culton rendezett és írt.
A producerei Suzanne Buirgy és Dave Polsky. A film zeneszerzője Rupert Gregson-Williams. A film gyártója a DreamWorks Animation és a Pearl Studio, forgalmazója a Universal Pictures. Műfaja kalandfilm.
A film bemutatója Amerikában 2019. szeptember 27 volt. Magyarországon 2019. október 24-én mutatták be a mozikban.

## Szereplők
| Szereplő   | Eredeti hang           | Magyar hang         |
| ---------- | ---------------------- | ------------------- |
| Ji         | Chloe Bennet           | Mentes Júlia        |
| Peng       | Albert Tsai            | Kálmán Barnabás     |
| Dzsin      | Tenzing Norgay Trainor | Boldog Gábor        |
| Burnish    | Eddie Izzard           | Harsányi Gábor      |
| Dr. Zara   | Sarah Paulson          | Pálfi Kata          |
| Najnaj     | Tsai Chin              | Halász Aranka       |
| Ji anyja   | Michelle Wong          | Nagy-Németh Borbála |
| Főnök      | Rich Dietl             | Varga Rókus         |
| Jakpásztor | James Hong             | Stern Dániel        |
| Sofőr      | Trevor Devall          | Kossuth Gábor       |

További magyar hangok: Bergendi Áron, Boldog Emese, Bor László, Czifra Krisztina, Fehérváry Márton, Gyurin Zsolt, Hám Bertalan, Kajtár Róbert, Kisfalusi Lehel, Kocsy Réta, Lipcsey-Colini Borbála, Maszlag Bálint, Mayer Marcell, Miklós Eponin, Mohácsi Nóra, Nádorfi Krisztina, Németh Attila István, Pál Tamás, Pekár Adrienn, Sörös Miklós, Tóth Márk